# Geganta de la Sagrera
La Geganta de la Sagrera o Geganta Sagrerina representa el món rural: figura una pagesa que va a buscar aigua amb la gerra de ceràmica que porta com a complement a la mà. La història de la figura comença l'any 2003, quan es forma la Colla Gegantera de la Sagrera amb el projecte de fer uns gegants per al barri, tal com ja havien intentat uns altres grups anys enrere. La idea fonamental era de crear un element representatiu sagrerenc que mantingués viva la cultura popular al barri i que contribuís a aconseguir una identitat forta, resistent al pas del temps.
El novembre d'aquell mateix any ja es presentà la geganta, obra del taller Ventura & Hosta. Aleshores es preveia que l'any següent veuria la llum la parella, un jove de qui s'havia d'enamorar anant a buscar aigua a la font; però no s'arribà a fer. Actualment, la Colla Gegantera de la Sagrera no tan sols és responsable de la Sagrerina, sinó també de dos capgrossos, en Rocabruna i la Rata, i tots tres són esperats a la festa major del barri, la segona quinzena de novembre. La geganta sol participar també en cercaviles i trobades de gegants de Barcelona i no falta mai a les festes de la Mercè ni a les de Santa Eulàlia.